# Hong Jin
Hong Jin (en hangul, 홍진; romanización revisada, Hong Jin) (Yeongdong, Chungcheong, Joseon, 27 de agosto de 1877 - Seúl, 9 de septiembre de 1946) o Hong Myeon-hui (홍면희) fue un político y líder del movimiento de independencia coreano. 
Nació de una familia de yangban del linaje de Pungsan Hong. Trabajó como abogado en Corea antes de unirse al movimiento de independencia coreano. 
Asumió varias posiciones importantes en el Gobierno Provisional de la República de Corea durante el gobierno colonial japonés. Fue el cuarto presidente del gobierno provisional entre julio y diciembre de 1926. En su período obtuvo el reconocimiento de la República de China, Francia y Polonia; también logró la unidad entre las facciones del movimiento independentista coreano.
En 1928 estableció el Partido de la Independencia de Corea junto con Kim Gu y Yi Dong-nyung y fue elegido en la posición ejecutiva en 1938. Luego de la independencia de Corea en febrero de 1946 regresó al país y obtuvo un reconocimiento dentro del Gobierno Provisional, pero fallecería en septiembre del mismo año. Fue premiado póstumamente por el gobierno de la República de Corea con la Orden del Mérito para la Fundación Nacional en 1962.
| Predecesor: Yi Dong-nyung | 4º presidente del Gobierno Provisional de la República de Corea 1926 | Sucesor: Kim Gu |

- Datos: Q494140